# Subdivisions des Bermudes

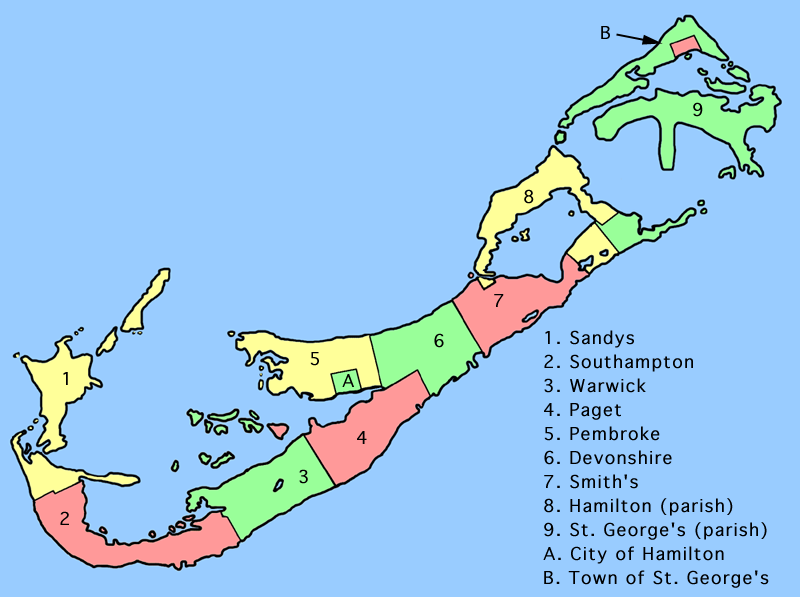
Carte des subdivisions

Les Bermudes sont divisées en 9 paroisses et 2 municipalités.

## Paroisses
1. Sandys
2. Southampton
3. Warwick
4. Paget
5. Pembroke
6. Devonshire
7. Smith's
8. Hamilton
9. Saint George's

## Municipalités
- A - Hamilton
- B - Saint George's

## Source
- (en) Statoids.com - Bermudes